# Tamberías del Inca
Tamberías del Inca, conocido también como Chilecito, Tamberías de Chilecito y llamado por Max Uhle como Casa del Inca, es un sitio arqueológico correspondiente a un centro administrativo incaico. Se ubica en el valle Antinaco-Los Colorados, La Rioja, resguardado por la Sierra de Famatina al oeste y la Sierra del Paimán (Sierra de Velasco) al este. Se observan espacios residenciales, ceremoniales, públicos y administrativos. Fue el más grande e importante centro inca en Chilecito. En las crónicas, ha sido escasa y pobremente mencionado. Cobró notoriedad gracias a múltiples visitas y descripciones realizadas durante el siglo XX. Aunque se encuentra en un pésimo estado de conservación, se están planteando proyectos que buscan rescatar y valorizar el yacimiento.

## Toponimia
En Argentina, es común denominar a las ruinas incaicas de pequeño y mediano tamaño como "tamberías"; de ahí el nombre del sitio. Sin embargo, en ciertas ocasiones se le refiere como "ruinas de Chilecito", en alusión a Chilecito: ciudad contigua al sitio arqueológico.

## Ubicación
Tamberías del Inca se asienta en las Sierras Pampeanas, en un ecosistema de matorral xerófilo (Monte argentino), dentro del valle Antinaco-Los Colorados. Al oeste se encuentra la Sierra de Famatina, un territorio rico en plata y oro. Pertenece a la cuenca del río Los Sarmientos el cual, en la actualidad, sigue un régimen fluvial irregular. La maleza de matorrales ha afectado la preservación del sitio. La altura con respecto al nivel del mar es de aproximadamente 1200 metros. Dentro de la organización administrativa inca, estuvo encuadrado en el Collasuyo.

## Cronología
Su construcción se habría dado en algún momento a mediados del siglo XV, tiempo durante el cual los incas avanzaron  por el actual noroeste argentino, bajo el gobierno del emperador incaico Pachacútec Inca Yupanqui. Tamberías del Inca no fue reocupado durante el periodo transicional, conforme lo afirmó el arquitecto Héctor Greslebin en 1939.

## Arquitectura
Está compuesto por 35 conjuntos de estructuras, entre las cuales se hallan recintos y habitaciones de planta rectangular. Al este se encuentran un par de kanchas contiguas, las cuales probablemente fueron la residencia del gobernador principal. Las edificaciones se agrupan en los alrededores de un amplio espacio central despejado, denominado "Gran plaza". El sitio se halla completamente cercado por un muro perimétrico, de silueta ovalada, el cual aún mantiene en determinados sectores una altura de 1,60 metros, a pesar de su estado ruinoso. La entrada se realizaba por un vano ubicado al este, próximo a las kanchas. 

### Ushnu
En el medio de la plaza, se erige un ushnu: una gran plataforma usada por las autoridades incas para presidir eventos. Posee una altura de 1,60 metros y una planta rectangular de 16,00 x 9,80 metros. Adosados al ushnu se encuentran la escalinata de acceso (con 2,50 metros de ancho y 11 escalones) y una estructura menor de 8,50 x 2,80 metros, la cual habría servido para las actividades ceremoniales. El ushnu está alineado espacialmente con los nevados de Famatina, dotándolo de simbolismo religioso (culto a los apus). Se encuentra en mal estado de conservación debido al deterioro por causas naturales y antrópicas, al punto de asemejar un montículo de rocas desmoronadas.

## Función
Durante la expansión inca por Argentina, se encontraron numerosas vetas de plata en las inmediaciones del Cerro General Belgrano. Este descubrimiento motivó al Imperio incaico a asegurar inmediatamente los yacimientos metalíferos, procediendo con la construcción de Tamberías del Inca. Se le asignó la función de centro administrativo y de alcazaba, pues fue residencia de una sustanciosa cantidad de soldados cuya misión era resguardar los intereses mineros incas en el área. El misionero español Pedro Lozano alude indirectamente al sitio: 

"...se extendía su imperio á la jurisdicción que es hoy la ciudad de todos los Santos de la Nueva Rioja habiendo entrado sus armas victoriosas de esta parte de la cordillera del reino de Chile por los Valles de Abraucan, Hualfin y Andalgalá hasta el Famatina, donde descubrieron su opulento cerro, que según la fama tiene todas sus entrañas penetradas de riquísimas vetas de plata, las que beneficiaron los incas, y por esta razón conservaron con gran empeño este sitio; poniendo en él una numerosa guarnición para defenderle de las hostilidades é invasiones de los comarcanos, y aún asegurarle con este presidio de alguna solevación de los naturales ya rendidos, y dicen reconocen vestigios de la fortaleza, que quieren fuesen de los Ingas"
Pedro Lozano

También se habría tratado de un punto fuerte desde el cual se podían emprender nuevas expediciones para continuar expandiendo el dominio inca. Dado su valor estratégico, se cree que fue la capital provincial del huamani austral. El huamani o provincia austral, designado así puesto que se desconoce su nombre original, ocupaba gran parte del territorio del posterior corregimiento de Cuyo español.

## Estado actual
Las Tamberías del Inca se encuentran en un grave estado de conservación. Aunque se conservaron de forma relativamente regular hasta inicios del siglo XX, sufriendo casi exclusivamente por agentes naturales (como maleza), entró en un rápido proceso de deterioro a partir de la década de los 30's. La expansión urbana de Chilecito propició que fuera sustraído material de las estructuras, el cual fue reutilizado para edificaciones contemporáneas. El lugar se convirtió en un basural, repleto de desmonte y residuos. También era frecuentado por motociclistas, que contribuyeron con el desgaste de las ruinas. Para la construcción del Cementerio Municipal de Chilecito, se invadió y destruyó parte del sitio arqueológico. 
A pesar de que en 1970 fue declarado como "Monumento Histórico Nacional", cualquier proyecto con la intención de revertir el estado de Tamberías del Inca acababa estancándose, incapaces de concretar una solución. Las instalaciones destinadas a proteger y acondicionar turísticamente el yacimiento solían estar abandonadas y/o vandalizadas. Las limpiezas vecinales, realizadas en 2006 y 2019 para retirar la basura del sitio, no resolvían mucho a largo plazo. Sin embargo, desde 2020 se viene ejecutando el programa "50 destinos", bajo el auspicio del Ministerio de Turismo y Deportes, el cual busca potenciar puntos de interés turístico; entre ellos, Tamberías del Inca. Entre las metas propuestas, se espera la edificación de un gran centro de interpretación. Los avances del proyecto fueron visitados por un gran número de funcionarios argentinos, incluyendo el gobernador Ricardo Quintela. Las obras de construcción comenzaron en 2022.